# Музей кукол и автоматов
Музей кукол и автоматов (кат. Museu de Joguets i Autòmats) — музей в испанской коммуне Верду (провинция Льейда, Каталония), существовавший в 2004—2013 годах. 
Музей возник из коллекции Манель Майораль. На трёх этажах экспозиции было представлено более тысячи объектов, среди которых были игры и игрушки, столы для настольного футбола, плакаты, транспортные средства и много другое.

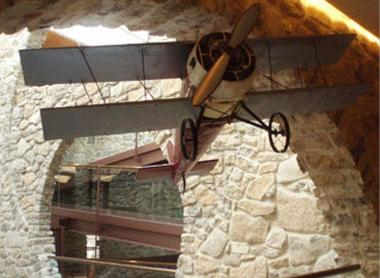
Интерьер музея

Здание музея оригинально по своей архитектуре. Его общая площадь — 2 075 м², внутренняя площадь — 1 895 м². При строительстве было использовано: камня — 1 000 т, цемента — 224 т, стали — 55 т, электрического кабеля — 20 км, труб — 1 000 м, площадь деревянных покрытий — 500 м², стекла — 400 м².
После закрытия музея игрушек в 2013 году в здании расположилась художественная галерея. 